# 中華民國—巴林關係
中華民國與巴林王國無官方外交關係，但中華民國於巴林首都麥納瑪設立具大使館功能的代表機構。

## 政治

### 外交

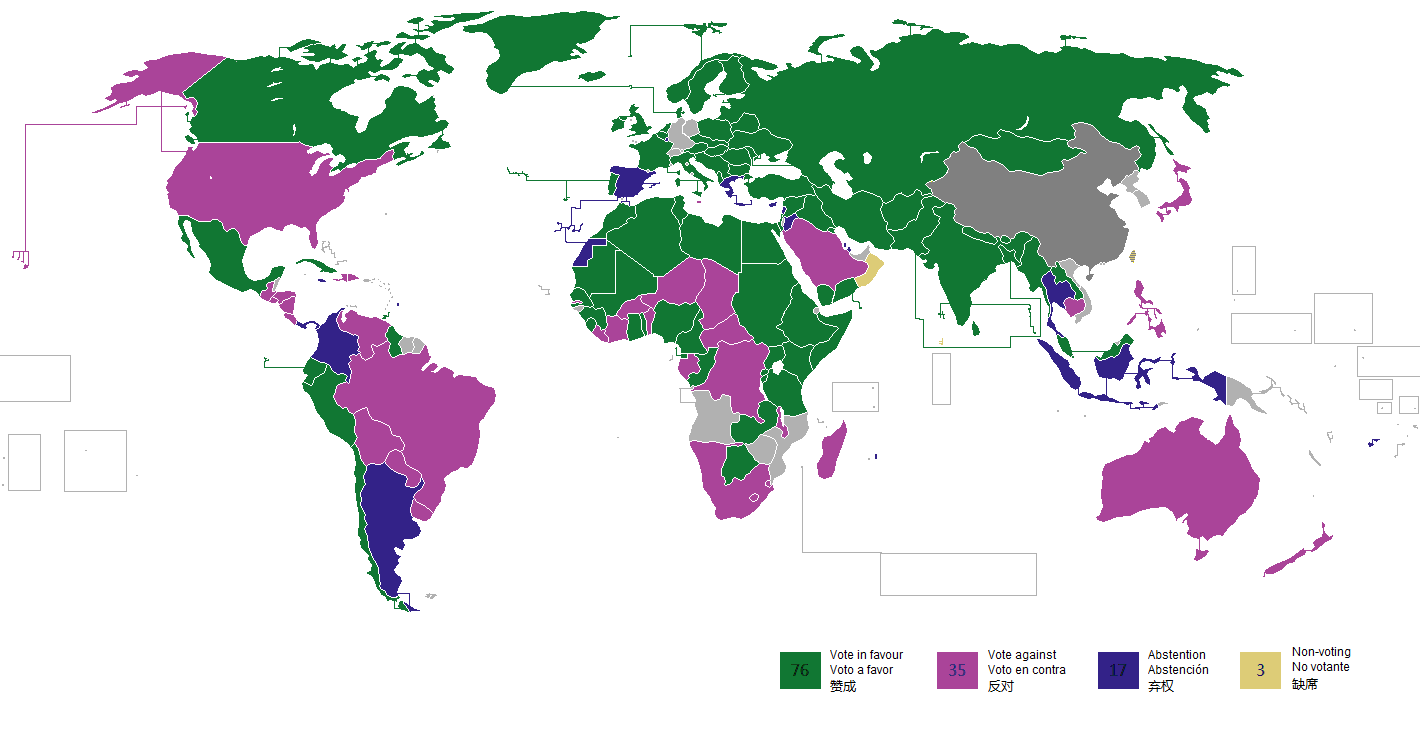
藍色國家表示在1971年的投票中對於中華民國續留聯合國一案棄權，即《聯合國大會2758號決議》，其中包括巴林。

#### 人員互訪（1987年至今）
僅列舉部分名單：
巴林：商業暨農業部長、運輸部次長、內政部次長、內閣事務暨新聞部次長、房屋暨農業部次長、衛生部次長、內政部交通局長、督察長。
中華民國：副總統、外交部次長、行政院農業委員會主任委員、交通部民用航空局局長、經濟部國際貿易局副局長、屏東縣長。

### 代表機構
1977年2月11日，中華民國於巴林首都麥納瑪設立具大使館功能的中華民國駐巴林商務代表團（Trade Mission of the Republic of China, Manama, State of Bahrain）。4月15日，正式成立。
2005年1月28日，更名為台灣駐巴林王國商務代表團（Trade Mission of Taiwan to the Kingdom of Bahrain）。
2017年7月12日，更名為駐巴林臺北貿易辦事處（Taipei Trade Office in the Kingdom of Bahrain）。中華民國外交部指出巴林對「一中原則」表態，嚴重違反其自身承諾，並在中國大陸的壓力下，堅持駐團須限期更名改掉台灣的名稱，外交部表示不滿與深切遺憾。

## 經濟

### 貿易
2012年11月15日，巴林規模最大批發與零售花商（Singapore Flower）來台參加「2012年國際油元市場商機媒合會」，參訪多家蘭花業者，並對世芥蘭業（SOGO）正式下單，開啟蘭花銷往巴林市場。
2015年5月31日，由經濟部國際貿易局主辦、中華民國對外貿易發展協會（外貿協會）籌組的「2015年中東主力市場拓銷團」在巴林首都麥納瑪舉辦貿易洽談會，是近年來首度在巴林舉辦的拓銷活動。巴林商工會主席在開幕式中表示，巴林歡迎台灣廠商前來拓銷，並期待合資合作，開拓鄰近國家市場（海灣阿拉伯國家合作委員會）。
| 年分 | 貿易總額    | 貿易總額 | 貿易總額 | 出口至巴林 | 出口至巴林 | 出口至巴林 | 自巴林進口  | 自巴林進口 | 自巴林進口 | 順逆差 |
| 年分 | 金額        | 年增減   | 排名     | 金額       | 年增減     | 排名       | 金額        | 年增減     | 排名       | 順逆差 |
| ---- | ----------- | -------- | -------- | ---------- | ---------- | ---------- | ----------- | ---------- | ---------- | ------ |
| 2017 | 206,225,931 | ▼13.8%   | 69       | 60,332,616 | ▲2.2%      | 82         | 145,893,315 | ▼19.0%     | 55         | 逆差▼  |
| 2018 | 248,522,834 | ▲20.5%   | 69       | 47,181,526 | ▼21.8%     | 89         | 201,341,308 | ▲38.0%     | 54         | 逆差▲  |
| 2019 | 269,988,633 | ▲8.6%    | 64       | 38,389,182 | ▼18.6%     | 92         | 231,599,451 | ▲15.0%     | 50         | 逆差▲  |
| 2020 | 246,033,116 | ▼8.9%    | 65       | 31,924,678 | ▼16.8%     | 91         | 214,108,438 | ▼7.6%      | 54         | 逆差▼  |
| 2021 | 299,189,335 | ▲21.6%   | 66       | 41,634,091 | ▲30.4%     | 91         | 257,555,244 | ▲20.3%     | 56         | 逆差▲  |
| 2022 | 227,101,880 | ▼24.1%   | 76       | 44,511,422 | ▲6.9%      | 95         | 182,590,458 | ▼29.1%     | 60         | 逆差▼  |
| 2023 | 165,132,471 | ▼27.3%   | 80       | 42,089,736 | ▼5.4%      | 90         | 123,042,735 | ▼32.6%     | 64         | 逆差▼  |
| 2024 | 100,808,967 | ▼39.0%   | 82       | 34,889,179 | ▼17.1%     | 94         | 65,919,788  | ▼46.4%     | 75         | 逆差▼  |

2023年的兩國貿易項目如下：
出口至巴林的前10大項目為：小客車與其他主要設計供載客之機動車輛；自動資料處理機及其附屬單元、磁性或光學閱讀機；氯乙烯或其他鹵化烯烃之聚合物；苯乙烯之聚合物；家具、門、窗、楼梯、箱盒及類似品之卑金屬製品；新橡膠氣胎；切削金屬用車床；酚或酚醇；座物及其零件；塑料製餐具、廚房用具，其他家庭用製品與衛生保健或盥洗用具等。
自巴林進口的前10大項目為：未經塑性加工铝；非環醇與其鹵化、磺化、硝化或亞硝化衍生物；铁或非合金鋼製角或型；铜廢料與碎屑；人造剛玉、氧化铝或氢氧化铝；麵包、糕餅、蛋糕、饼干與其他烘製食品、聖餐餅、盛裝藥物用之空囊、封緘糯米紙、米紙與其類似產品；玻璃纤维及其製品；鋁板、片或扁條；甲殼類動物；其他塑膠板、片、箔、薄膜與扁條等。

### 投資
截至2023年6月，兩國無相互直接投資紀錄。

## 交流

### 合作
近年來，兩國共同推動都市景觀設計與綠美化、農園藝作物發展及糧食安全、水產養殖繁殖發展等計畫。目前派駐農漁業技術專家協助巴林提升農漁業技術；另每年提供若干名額予巴林推薦人選赴臺進修，以提升兩國職業訓練及研究的合作與交流。

### 會展
駐巴林代表處在當地已舉辦多年「台灣電影文化節」。
2016年1月，外貿協會首度組團參加「巴林國際航空展」。

## 協定
| 日期          | 簽署                                         | 備註     |
| ------------- | -------------------------------------------- | -------- |
| 1987年2月16日 | 《中華民國政府與巴林國政府農業技術合作協定》 | [ 註 3 ] |
| 1997年7月2日  | 《中巴航權協定》                             | [ 註 4 ] |

## 簽證

持中華民國護照的中華民國國民簽證要求分布圖：入境巴林可以電子簽證／落地簽證。

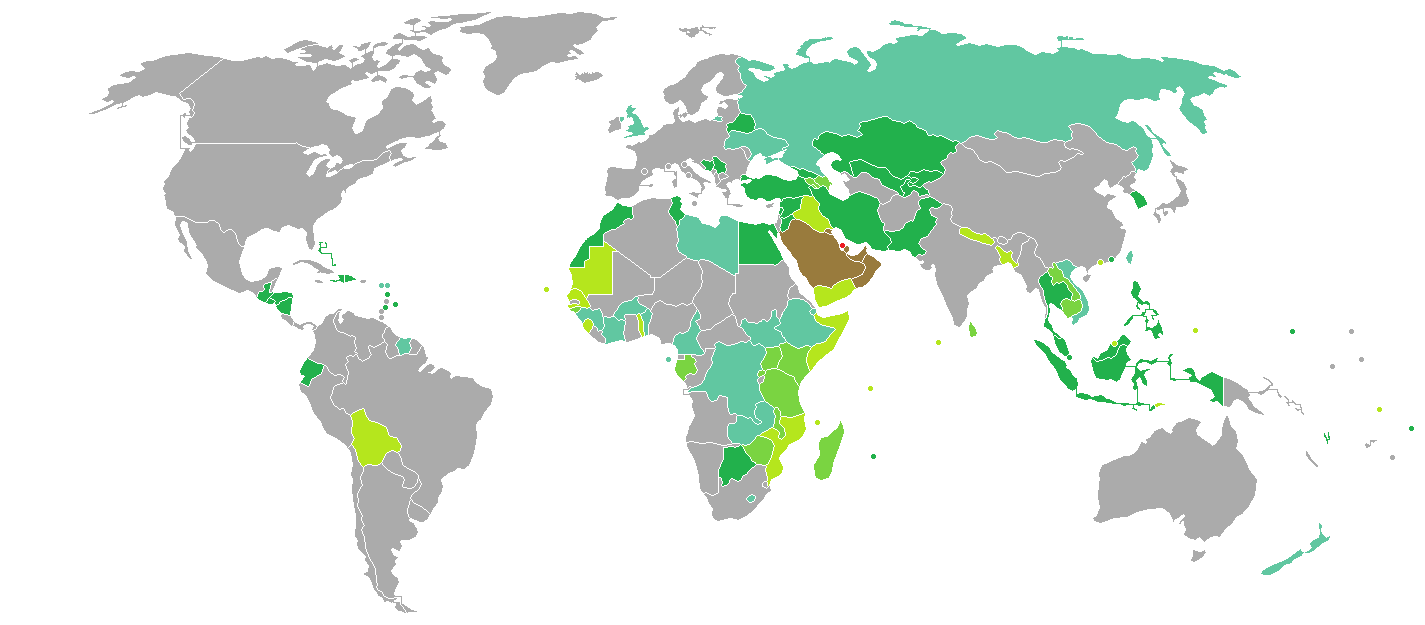
持巴林護照的巴林人口簽證要求分布圖：入境中華民國可以電子簽證。

兩國國民皆須申請簽證方可入境對方國家。持有中華民國護照的中華民國國民可至巴林內政部國籍、護照與居留事務總局網站申請電子簽證。許可後1個月內應入境巴林，停留期限依簽證種類而定，可停留14－90天並得延期。巴林另給予有條件式落地簽證，申請人須具備阿拉伯聯合大公國、沙烏地阿拉伯、英國、美國、歐洲申根區擇一之有效多次簽證或绿卡。巴林政府禁止旅客攜帶違反伊斯蘭教法物品入境。
持巴林護照的巴林國民也可以電子簽證入境中華民國，停留最多30天並不得延期。

## 交通

### 航空

#### 客運
兩國無直航班機，可經由（不計航點遠近，截至2023年6月14日）：
- 台北→馬尼拉、曼谷、德里[註 5]、杜拜、伊斯坦堡、倫敦、巴黎、羅馬、米蘭、法蘭克福、阿姆斯特丹，再轉機前往巴林國際機場。
- 高雄→馬尼拉、曼谷→巴林。

## 外部連結
- 中華民國外交部－巴林王國簡介 （页面存档备份，存于）
- 駐巴林臺北貿易辦事處（Facebook）
- 外交部領事事務局－國外旅遊警示分級表
- 中華民國衛生福利部－國際旅遊疫情建議等級
- 中華民國國際經濟合作協會 （页面存档备份，存于）